# 매슈 페리 (배우)
매슈 페리(Matthew Perry, 1969년 8월 19일~2023년 10월 28일)는 미국의 배우이다. 오랜 기간 동안 출연했던 시트콤 《프렌즈》의 챈들러 빙 역으로 잘 알려져 있다. 마취제인 케타민 과용으로 인한 급성 부작용(심혈관 과잉 자극 및 호흡 저하)으로 사망했다.

## 출연 작품

### 영화
- 《나인 야드》
- 《못말리는 이혼녀》
- 《나인 야드2》
- 《사랑은 다 괜찮아》
- 《17 어게인》 - 마이크 오도넬 역(성인)
- 《돈트 룩 업》
- 론 클라크 선생님의 성공 이야기 (2006, The Ron Clark Story)

### 텔레비전
- 《프렌즈》
- 《웨스트 윙》
- 《스튜디오 60 온 더 선셋 스트립》